# Salvador Abascal Infante
Salvador Abascal Infante (Morelia, Michoacán 18 de mayo de 1910-30 de marzo de 2000) fue un político y escritor mexicano.  

## Vida
Nació en la ciudad de Morelia, Michoacán, siendo su familia originaria de Valle de Santiago, Guanajuato. Fueron sus padres Don Adalberto Abascal del Río y de Doña Luz Infante. Fue padre de once hijos, entre ellos el ex Secretario de Gobernación panista Carlos Abascal Carranza y el exdiputado Salvador Abascal Carranza quien también fue, precandidato a jefe de gobierno del Distrito Federal en el 2000; también Juan Bosco Abascal, autor de varios libros y psicólogo. 
Abascal fue uno de los fundadores junto con Alfonso Trueba, su compadre, y uno de los jefes nacionales de la Unión Nacional Sinarquista (UNS) estando en contra de las políticas socialistas que ejercía Lázaro Cárdenas (PNR, posteriormente el PRI) y en defensa de la libertad religiosa y educativa.
Destacado líder de la Unión Nacional Sinarquista (UNS), organización de tendencia católica contrarrevolucionaria, creada después de la guerra cristera. Fundó en 1942 la colonia "María Auxiliadora" en Baja California Sur, colonia fundadora del valle de Santo Domingo la cual aún se conserva y en donde existe una estatua en su homenaje. Sus memorias políticas están contenidas en su libro Mis Recuerdos.
Tras retirarse de la UNS, se dedicó a escribir en las editoriales en las cuales él era director (Jus y posteriormente Tradición). Murió el 30 de marzo del 2000 en la tranquilidad de su hogar, en la Ciudad de México. Se encuentra enterrado en el Panteón Jardín de dicha ciudad.

## Obras
Entre sus obras escritas destacan las siguientes:
- La Hoja de Combate (mensuario durante 32 años)
- La reconquista espiritual de Tabasco en 1938
- El Papa nunca ha sido ni será hereje
- La revolución antimexicana
- La secta socialista en México
- En legítima defensa y más en defensa del Papado
- Contra herejes y cismáticos
- Cinco cartas sobre progresismo
- Mis Recuerdos, Sinarquismo y Colonia María Auxiliadora
- Madero, dictador infortunado
- La Revolución de la Reforma, de 1833 a 1848
- Juárez Marxista, 1848-1872
- La Constitución de 1917, destructora de la Nación Mexicana
- Tomás Garrido Canabal
- Lázaro Cárdenas, Presidente comunista
- Enrique Krauze, Historiador
- La espada y la cruz de la evangelización
- La verdad sobre Chiapas y el comandante Samuel
- La Inquisición en Hispanoamérica
- El cura Hidalgo de rodillas
- La pena de muerte
- La Revolución Mundial, de Herodes a Bush
- El matrimonio a la luz de la Ley Natural y de la Revelación.

- Datos: Q2684064